# جورج فريزنيوس
جورج فريزنيوس (بالألمانية: Johann Baptist Georg Wolfgang Fresenius )‏ (و. 1808 – 1866 م) هو عالم نبات من ألمانيا . ولد في فرانكفورت .
توفي في فرانكفورت ، عن عمر يناهز 58 عاماً.

## التعليم
تعلم في جامعة هايدلبرغ، وجامعة فورتسبورغ، وجامعة غيسن